# NGC 7181
NGC 7181 ist eine linsenförmige Galaxie vom Hubble-Typ S0 im Sternbild Aquarius auf der Ekliptik. Sie ist schätzungsweise 359 Millionen Lichtjahre von der Milchstraße entfernt.
Das Objekt wurde am 31. Juli 1864 von Albert Marth entdeckt.